# Aziz Ouzougate
Aziz Ouzougate (ur. 25 stycznia 1965) – marokański piłkarz grający na pozycji napastnika. W swojej karierze rozegrał 1 mecz w reprezentacji Maroka.

## Kariera klubowa
W swojej karierze piłkarskiej Ouzougate grał w klubach Raja Casablanca i Olympique Casablanca.

## Kariera reprezentacyjna
W reprezentacji Maroka Ouzougate zadebiutował 7 stycznia 1989 w wygranym 1:0 meczu eliminacji do MŚ 1990 z Zambią, rozegranym w Rabacie i był to jego jedyny mecz rozegrany w kadrze narodowej. W 1992 roku powołano go do kadry na Puchar Narodów Afryki 1992. Na tym turnieju nie rozegrał żadnego spotkania.